# William Broughton (Bischof)

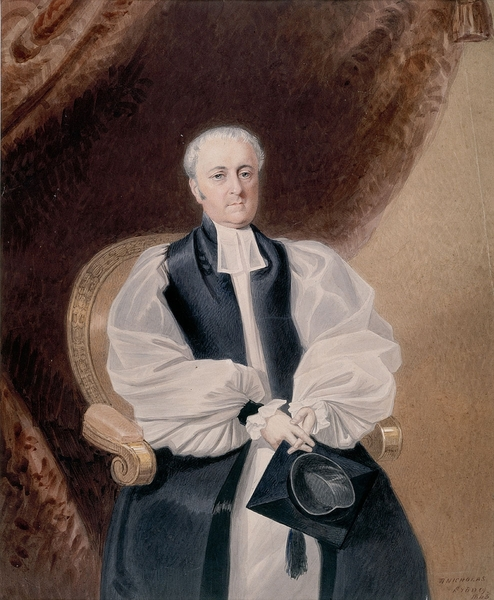
William Broughton

Rev. Hon. William Grant Broughton (* 22. Mai 1788 in Westminster, London; † 20. Februar 1853 in London) war ein Geistlicher der Church of England, der von 1836 bis 1853 anglikanischer Bischof von Sydney sowie zugleich zwischen 1836 und 1853 erster Primas der Anglican Church of Australia war. Im Parlament von New South Wales war er zwischen 1829 und 1843 Mitglied des Legislativrates sowie zugleich von 1829 bis 1847 Mitglied des Exekutivrates der Kolonie New South Wales.

## Leben

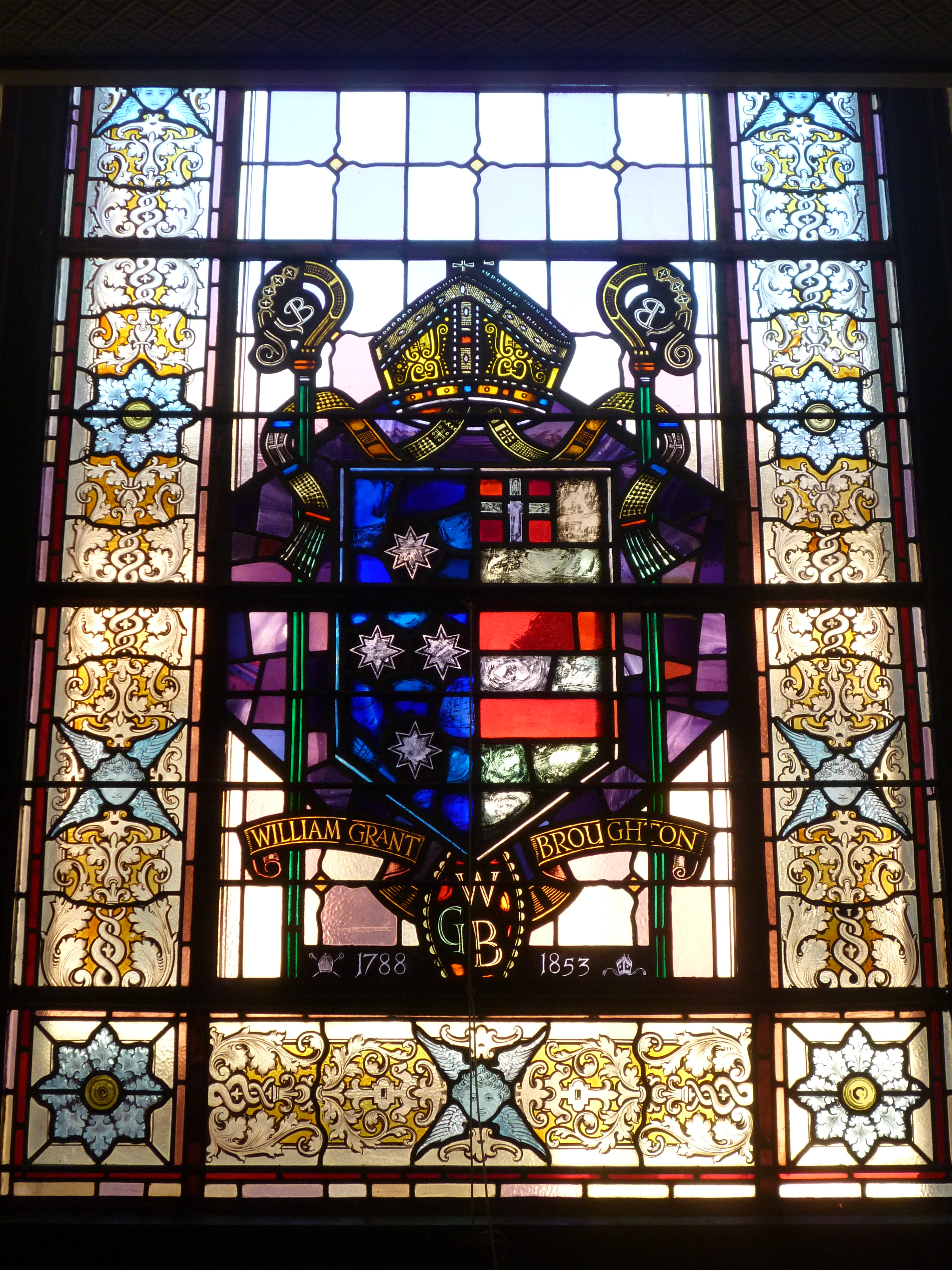
Das „Broughton-Fenster“ in der St.-James-Kirche in Sydney.

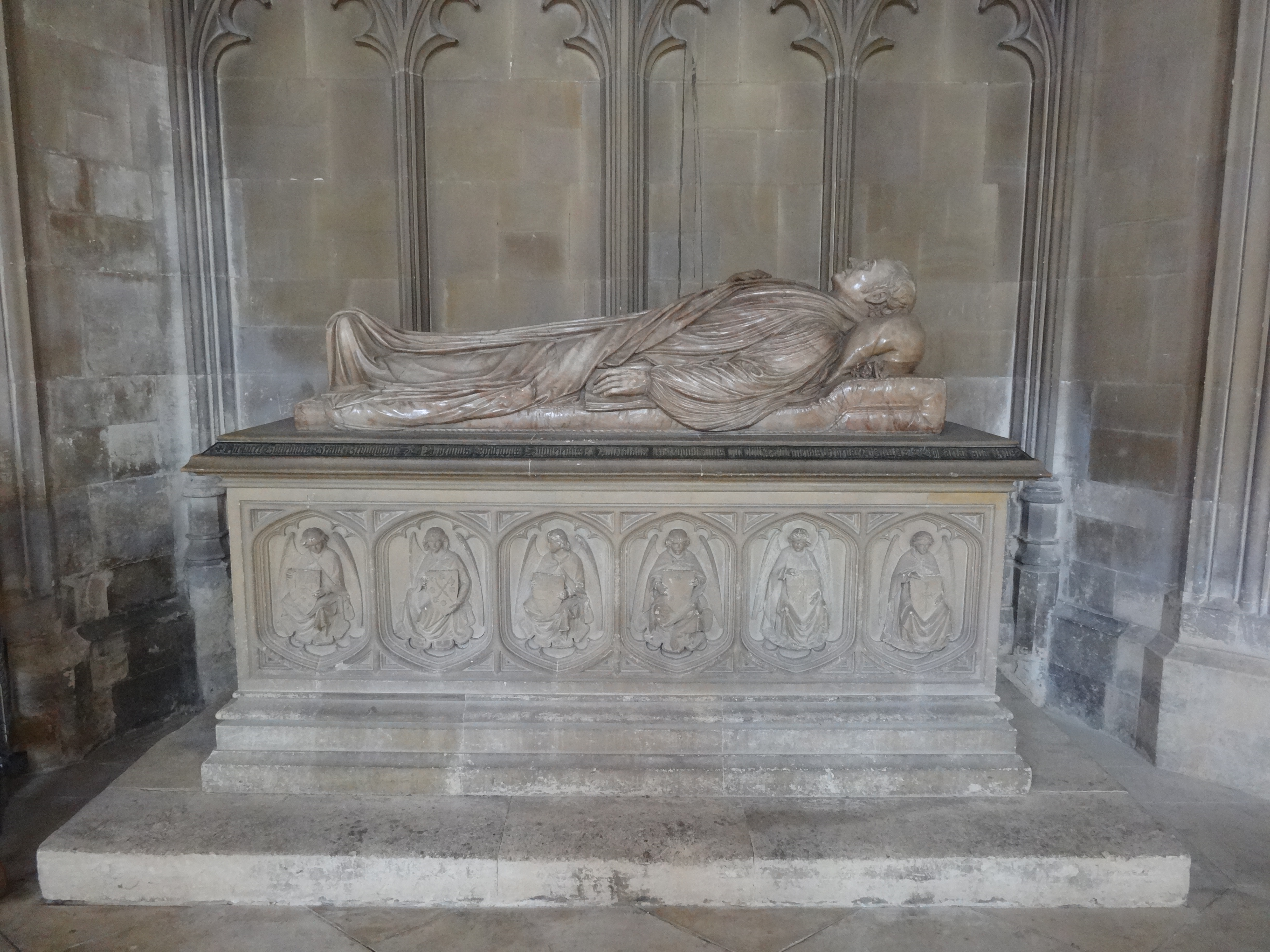
Grab von William Broughton in der Kathedrale von Canterbury.

William Grant Broughton war der älteste Sohn des aus Hertfordshire stammenden Grant Broughton und dessen Ehefrau Phoebe Ann Rumball, deren Eltern John Rumball und Susannah Rumball aus Barnet stammten. Er besuchte von 1794 bis 1796 die 1573 gegründete Barnet Grammar School, die heutige Queen Elizabeth’s School, sowie danach mit einem königlichen Stipendium als sogenannter „King’s Scholar“ zwischen 1797 und 1803 die bereits 597 gegründete The King’s School in Canterbury. Nach Beendigung seiner schulischen Ausbildung war 1803 war er als Angestellter in der Schatzabteilung der Britischen Ostindien-Kompanie tätig und später auch noch als Scholar am Pembroke College der University of Cambridge.
Erst 1818 begann er nach seiner Weihe zum Diakon seine kirchliche Laufbahn in der Church of England. Nachdem er Kaplan des Tower of London war, wurde er am 6. Februar 1829 Erzdiakon von New South Wales und bekleidete dieses Amt bis zum 17. Januar 1836. Im Parlament von New South Wales war er zwischen dem 15. September 1829 und 1843 ernanntes Mitglied des Legislativrates (NSW Legislative Council), des Oberhauses, sowie zugleich vom 17. September 1829 bis zum 20. März 1847 Mitglied des Executive Council, der als Regierung der Kolonie fungierte. Als Erzdiakon legte er 1830 einen Plan für höhere Bildung in der Kolonie vor, die durch The King’s School in Parramatta, die 1831 gegründet wurde, erfolgen sollte.
Am 18. Januar 1836 wurde Broughton erster anglikanischer Bischof von Sydney und bekleidete dieses Amt bis zu seinem Tode am 20. Februar 1853, woraufhin Frederic Barker seine Nachfolge antrat. Er war als solcher zugleich vom 18. Januar 1836 bis zum 31. Dezember 1847 erst Bishop of Australia sowie danach zwischen dem 1. Januar 1848 und dem 20. Februar 1853 zugleich erster Primas der Anglican Church of Australia. Auch in dieser Funktion wurde Frederic Barker sein Nachfolger. Am 16. August 1852 begann er seine Seereise über Südamerika nach England. Nach seiner Ankunft in England lebte er bei Lady Gipps, deren verstorbener Ehemann George Gipps zwischen 1838 und 1846 Gouverneur von New South Wales war, und starb dort am 20. Februar 1853. Er wurde in der Kathedrale von Canterbury, dem Schauplatz seiner Schulzeit, als erster Bischof nach der Reformation beigesetzt.
Aus seiner am 13. Juli 1818 mit Sarah Francis, deren Vater Reverend John Francis Rektor der St Mildred’s Church in Canterbury war, gingen die beiden Töchter Emily und Mary Phoebe sowie ein Sohn hervor, der allerdings schon als Kleinkind verstarb. Aus der 1844 in der St James Church in Sydney geschlossenen Ehe von Mary Phoebe Broughton mit William Barker Boydell gingen unter anderem zwei Söhne hervor, die beide in der Parlamentsverwaltung tätig waren: Charles Broughton Boydell (1856–1919) war Direktor des Australischen Senats, nachdem er zuvor für die New South Wales Legislative Assembly tätig war, während dessen jüngerer Bruder Sydney Grant Boydell (1867–1936) von 1927 bis 1930 Direktor der NSW Legislative Assembly war.